# Бюсьер-ле-Мин
Бюсье́р-ле-Мин (фр. Buxières-les-Mines) — коммуна во Франции, находится в регионе Овернь. Департамент коммуны — Алье. Входит в состав кантона Бурбон-л’Аршамбо. Округ коммуны — Мулен.
Код INSEE коммуны — 03046.

## Население
Население коммуны на 2008 год составляло 1078 человек.
| 1962 | 1968 | 1975 | 1982 | 1990 | 1999 | 2008 |
| ---- | ---- | ---- | ---- | ---- | ---- | ---- |
| 1949 | 1661 | 1379 | 1380 | 1241 | 1180 | 1078 |

## Экономика
В 2007 году среди 597 человек в трудоспособном возрасте (15—64 лет) 364 были экономически активными, 233 — неактивными (показатель активности — 61,0 %, в 1999 году было 61,2 %). Из 364 активных работали 300 человек (164 мужчины и 136 женщин), безработных было 64 (34 мужчины и 30 женщин). Среди 233 неактивных 42 человека были учениками или студентами, 101 — пенсионерами, 90 были неактивными по другим причинам.

## Достопримечательности
- Церковь Сен-Морис XII—XIV веков
- Замок Кондемин XIII века, в 1928 году включён в список исторических памятников

## Известные личности
- Луи Ганн (1862—1923), композитор — родился в Бюсьер-ле-Мин